# آندریاس هاس
آندریاس هاس (انگلیسی: Andreas Haas؛ زادهٔ ۲۰ آوریل ۱۹۸۲) بازیکن فوتبال اهل آلمان است.
از باشگاه‌هایی که در آن بازی کرده‌است می‌توان به باشگاه فوتبال هوفنهایم و باشگاه فوتبال زاربروکن اشاره کرد.
وی همچنین در تیم ملی فوتبال Germany U-16 بازی کرده‌است.